# Johann Valentin von Reißmann

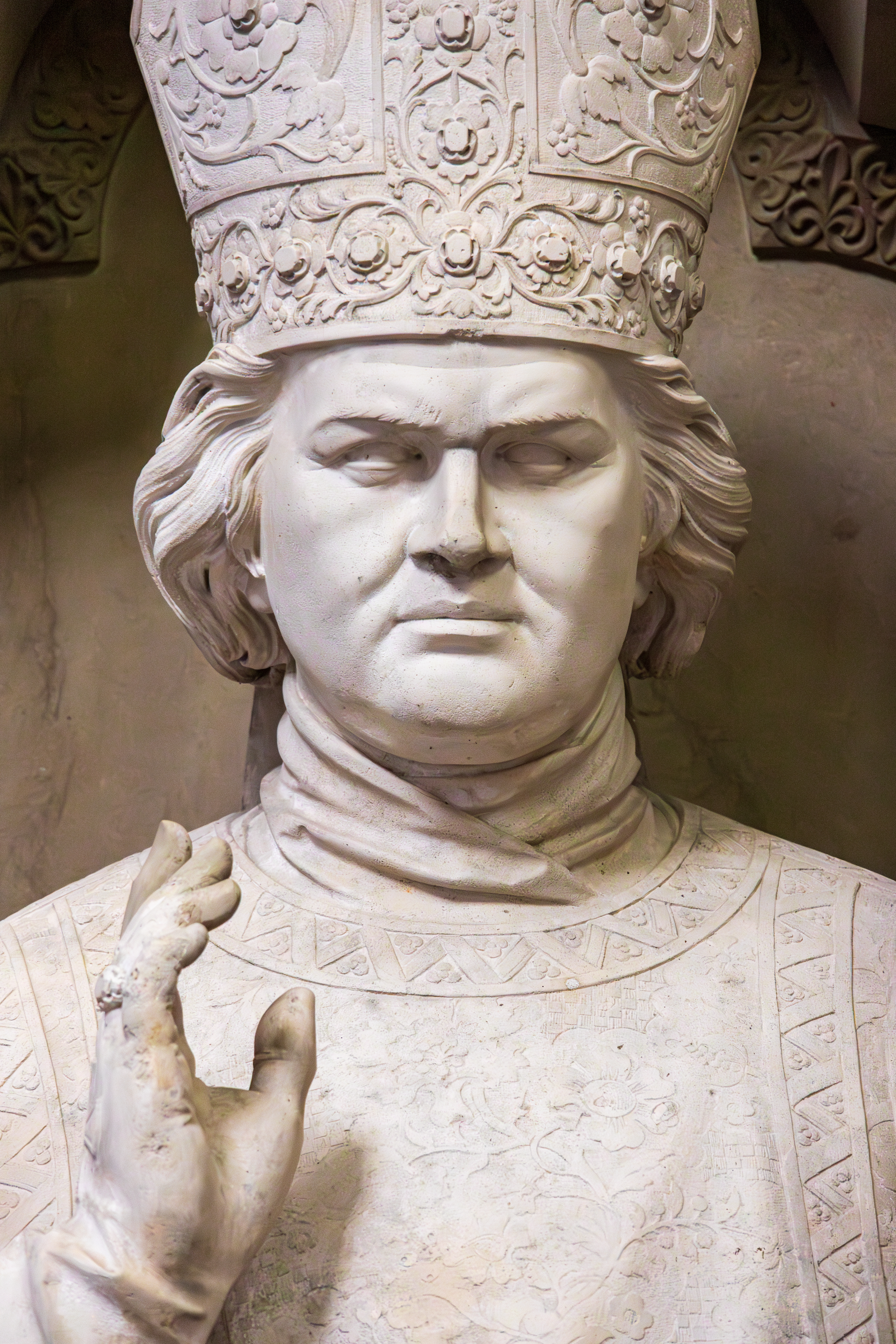
Darstellung des Bischofs auf seinem Epitaph

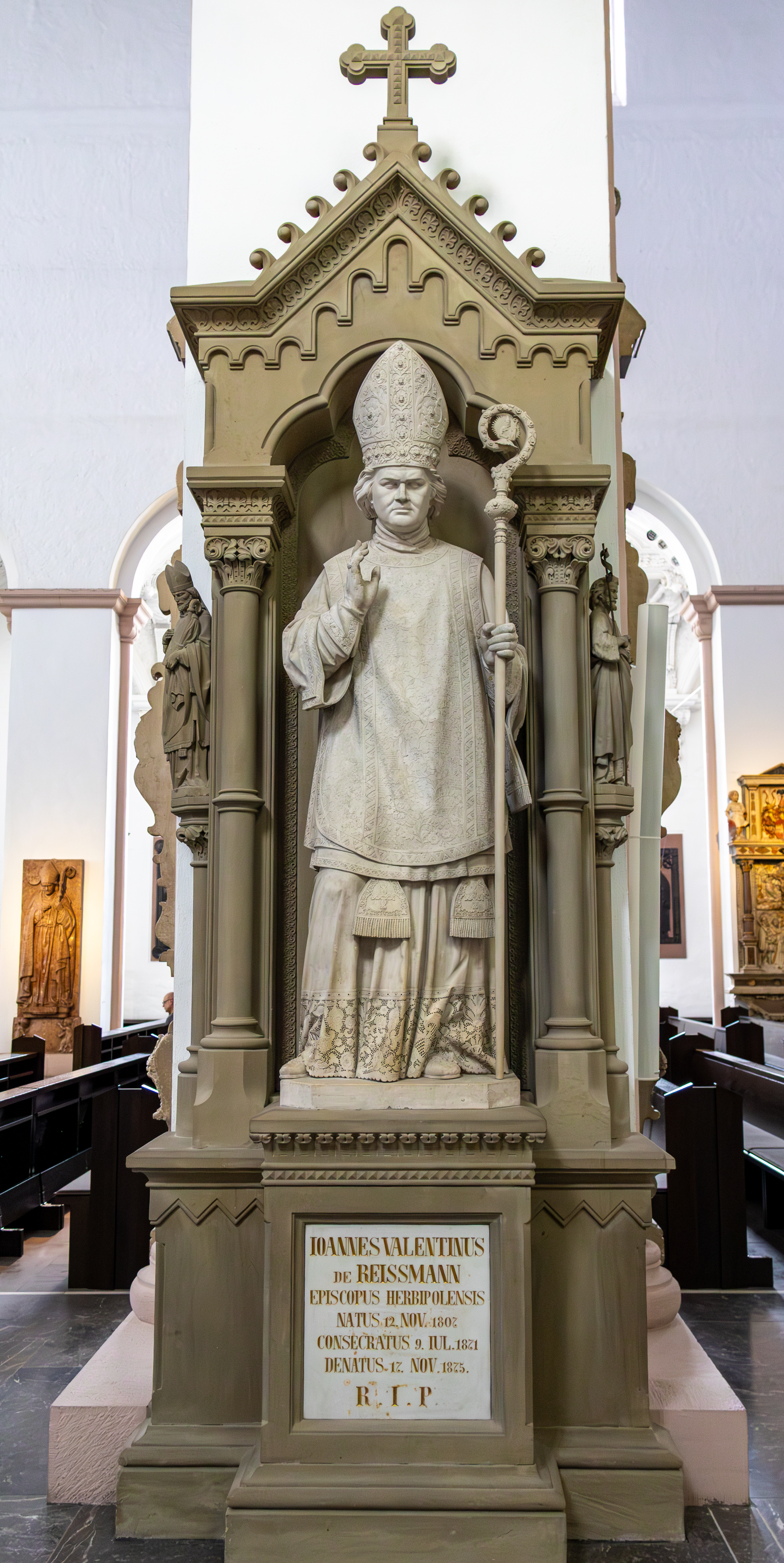
Das Epitaph von Johann Valentin von Reißmann im Würzburger Dom

Johann Valentin Ritter von Reißmann (* 12. November 1807 in Allersheim, heute Giebelstadt; † 16. November 1875) war ein deutscher Theologe, Dompropst und von 1870 bis 1875 Bischof von Würzburg.

## Herkunft und Werdegang
Reißmann wurde am 12. November 1807 in Allersheim, einem kleinen Markt in Unterfranken von „einfachen Bauersleuten“, als Johann Valentin Reißmann geboren. Von den insgesamt drei Söhnen der Familie wählten zwei den geistlichen Weg. Der junge Reißmann wurde schon in frühen Jahren von Kaplan Benkert, dem späteren Domdekan in Würzburg, in der lateinischen Sprache unterrichtet. 1820 kam er nach Würzburg und durchlief dort die gewöhnliche Schullaufbahn, bevor er am 25. November 1830 zum Priester geweiht wurde. Im darauffolgenden Jahr, am 6. August, wurde er zum Doktor der Theologie promoviert. Seine Dissertation trug den Titel canticum Habacue. Daraufhin wirkte er in verschiedenen Orten als Seelsorger und Pfarrverweser. Nebenher beschäftigte er sich trotz angeschlagener Gesundheit mit Studien, bevor er 1834 als Professor für Bibelforschung und orientalische Sprachen an die Universität Würzburg berufen wurde.

## Bischof von Würzburg
1846 wurde er von seinem Freund und Bischof zu Würzburg, Georg Anton von Stahl, zum Domkapitular ernannt. 1854 wurde er zum Generalvikar und 1861 von Papst Pius IX. zum Dompropst befördert. König Ludwig II. trug ihm 1866 das Bistum Eichstätt an, Reißmann blieb aber in Würzburg, wo er seinen Freund Stahl weiter unterstützte. Nach dessen Tod am 13. Juli 1870 wurde der Dompropst und Kapitularvikar Reißmann am 28. Oktober 1870 durch die bayerische Regierung zum neuen Bischof von Würzburg bestellt. Noch als Kapitalurvikar ordnete er am 5. Dezember 1870 die Promulgation des Unfehlbarkeitsdogmas in den Kirchen der Diözese an.
Die Bischofsweihe spendete ihm am 9. Juli 1871 der Erzbischof von Bamberg, Michael von Deinlein.
Johann Valentins Amtszeit stand im Zeichen des Kulturkampfes in Deutschland. Auch wenn die bayerischen Bistümer nicht unmittelbar betroffen waren, nahmen sie Lernende aus anderen Bistümern in ihre Priesterseminare auf. Besonders in Preußen waren offene Konflikte ausgebrochen. Unter denen, die nach Würzburg gekommen waren, befand sich auch der spätere Kardinal Adolf Bertram.
Er wurde oft als Gegner des Vatikanums bezeichnet, was daraus resultierte, dass er nicht in die Unstimmigkeiten eingriff, um diese nicht noch zu verschlimmern. 1875 erließ er, wie alle anderen bayerischen Bischöfe, einen Wahlhirtenbrief und suspendierte seinen Berater Melchior Hohn, der liberal gewählt hatte, von seinem Amt. Er ist ein früher Förderer von Herman Schell. Er starb am Morgen des 16. November 1875 an einem „Herzschlag“, der vielleicht die Folge einer bereits 1874 ausgebrochenen Krankheit war. Sein „provisorischer“ Nachfolger wurde zunächst Ambrosius Käß (1815–1890), der Prior des Würzburger Karmelitenklosters.